# North Naples, Florida
North Naples es una comunidad no incorporada en el noroeste del condado de Collier, Florida, Estados Unidos, ubicada inmediatamente al norte de Naples . El área de North Naples incluye los lugares designados por el censo de Naples Park, Pelican Bay y Pine Ridge, así como terrenos circundantes adicionales.
Forma parte del área estadística metropolitana de Nápoles – Marco Island .

## Geografía

### Principales comunidades
- Naples Park
- Pelican Marsh
- Coco River
- Vanderbilt Beach
- Pine Ridge
- Pelican Bay

### Clima
El North Naples tiene un clima tropical con inviernos cálidos y secos y veranos calurosos y húmedos con fuertes lluvias, a pesar de estar al norte de los trópicos. Es parte de uno de los únicos climas tropicales en los Estados Unidos continentales.

## Educación
North Naples cuenta con servicios  de la Junta Escolar del Distrito del Condado de Collier y varias instituciones privadas, incluidas las siguientes:

### Escuela primaria
- Escuela primaria Pelican Marsh (pública)
- Escuela primaria Naples Park (pública)
- Escuela primaria Laurel Oak (pública)
- Escuela primaria Veterans Memorial (pública)
- La escuela del pueblo (privada) [3]

### Escuela secundaria
- Escuela secundaria North Naples (pública) [4]
- La escuela del pueblo (privada)
- Escuela secundaria Pine Ridge (pública)
- Escuela secundaria Oakridge (pública)

### Escuela preparatoria
- Escuela secundaria Barron Collier (pública) [5]
- Escuela secundaria de la Costa del Golfo (pública) [6]
- La escuela del pueblo (privada)

## Transporte público
North Naples cuenta con las rutas 2A, 2B, 6 y 10 de Collier Area Transit . 

## Cuidado de la salud
North Naples cuenta con el servicio del North Naples Hospital, parte del sistema NCH. 